# Francesco Petrarca
Francesco Petrarca (ur. 20 lipca 1304 w Arezzo, zm. 19 lipca 1374 w Arquà) – jeden z pierwszych poetów pochodzący z Italii. Pisał zarówno po włosku (nazywanym wówczas volgare – językiem pospolitym), jak i po łacinie. Był tercjarzem franciszkańskim.

## Życiorys

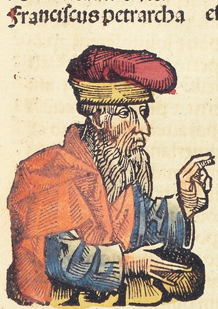
Francesco Petrarca (ilustracja z „Kroniki norymberskiej”)

Syn notariusza z Florencji. Polityczne niesnaski zmusiły rodzinę Francesca do opuszczenia rodzinnego miasta. Osiedlili się w Prowansji, w mieście Carpentras nieopodal Awinionu, ówczesnej siedziby papieża. Francesco studiował prawo w Bolonii i w Montpellier. Po śmierci ojca wrócił do Awinionu i postanowił zostać duchownym, taka droga – ze względu na rozległe beneficja kościelne jakie otrzymał – pozwalała mu na spokojne i dostatnie życie. Jako kanonikowi świeckiemu stan duchowny nie przeszkodził mu w założeniu rodziny. W 1337 roku urodził się mu pierwszy syn, jednak szczególnie silnie poeta związany był z córką, z której rodziną zamieszkał na starość.
Petrarca wiele podróżował, korespondował z wieloma intelektualistami z całej Europy i wiódł żywot kosmopolity. Pasjonował się filologią, poszukiwał w bibliotekach starożytnych tekstów i zebrał imponującą kolekcję 200 manuskryptów. Do jego największych odkryć należą: mowa w obronie Archiasza oraz listy Cycerona. Słynny był z pięknej, literackiej łaciny, dorównującej twórczości Horacego, Cycerona czy Owidiusza.
8 kwietnia 1341 roku na rzymskim Kapitolu Petrarca został uwieńczony wieńcem laurowym – najwyższym odznaczeniem przyznawanym twórcom. Paradoksalnie, właśnie od tego momentu rozpoczął się okres głębokiego załamania psychicznego poety. Depresję pogłębiła epidemia dżumy (1348-1352), która zabrała wielu przyjaciół pisarza. W tym roku umrzeć miała także bohaterka sonetów i ukochana poety – Laura. W 1353 roku Petrarca związał się z dworem Viscontich. W 1365 roku poeta został kanonikiem kolegiaty w Monselice, a cztery lata później otrzymał kawałek ziemi w Arquà, gdzie w swojej willi spędził ostatnie lata życia. Tam też zmarł 19 lipca 1374 roku.
Jeśli wierzyć temu, co pisze poeta w „Canzoniere”, momentem przełomowym w jego życiu było spotkanie Laury, w Wielki Piątek 6 kwietnia 1327 roku. Symbolika daty każe wątpić w prawdziwość opisanych szczegółów tego spotkania. Kwestia istnienia adresatki sonetów budzi skądinąd wiele kontrowersji: nawet dla ludzi żyjących w czasach poety Laura była osobą zupełnie nieznaną, co biorąc pod uwagę ówczesną obyczajowość, świadczyło o niej jak najlepiej. Nawet Boccaccio, który przyjaźnił się z Petrarcą, podawał w wątpliwość jej istnienie, sam Petrarca jednak stanowczo temu zaprzeczał. Biografowie nie zajęli dotychczas jednoznacznego stanowiska: choć przyjmuje się na ogół, że istniała, żadne próby zidentyfikowania Laury z jakąś znaną nam postacią nie okazały się przekonujące.

## Twórczość łacińska

### Zbiory listów
„O sprawach bliskich”, „O sprawach starości”, „Do potomnych”, „Bez nazwiska”, „Listy wierszowane” (heksametrem).
„Listy” Petrarki nie były przeznaczone do rzeczywistej korespondencji, ale stanowiły (niezwykle popularną wśród humanistów) erudycyjną formę wypowiedzi. Adresatami listów są zresztą nieraz antyczni bohaterowie, a w zbiorze „Bez nazwiska” autor nie ujawnia adresatów. Pomysł na tworzenie zbiorów listów narodził się po odkryciu przez poetę nieznanych średniowieczu listów Cycerona – na nim też wzorowane są tytuły zbiorów.
„Pisma podróżnicze” to wybór łacińskich tekstów związanych z podróżami i rozmaitymi aspektami podróżowania; są tu listy, mające w znacznej mierze charakter literacki, oraz opis podróży do Ziemi Świętej (wyd. Warszawa 2009, Wydawnictwa Uniwersytetu Warszawskiego).
Tematyka listów jest bardzo różnorodna, większość z nich skupia się jednak na refleksjach i przeżyciach autora. Jeden z najsłynniejszych listów zawiera przekład (z jęz. włoskiego na łacinę) ostatniej z nowel „Dekameronu”, który to przekład zapewnił jej międzynarodowy rozgłos.
Petrarca gromadził rękopisy podczas licznych podróży lub nawet własnoręcznie przepisywał książki, podarował swój zbiór Wenecji z myślą o utworzeniu tam biblioteki publicznej. Jego manuskrypty zostały później wywiezione do Francji, do dzisiaj zachowały się tylko nieliczne.

### Utwory poetyckie
Głównym motywem poezji Petrarki była Laura.
- „Sielanki” – 12 eklog czerpiących z „Bukolik” Wergiliusza.
- „Afryka” – epicki poemat heksametrem na cześć Scypiona Afrykańskiego, wzorowany na Eneidzie, nigdy nie został ukończony.
- „Psalmy pokutne” – wzorowane na łacińskiej poezji biblijnej.

### Traktaty erudycyjne i moralne
- „O znakomitych mężach” – wzorowane na Liwiuszu lub Hieronimie ze Strydonu – przedstawienie sylwetek 36 bohaterów (mężów rzymskich, postaci biblijnych i mitologicznych).
- „Droga do Syrii” – rodzaj przewodnika dla pielgrzyma udającego się na Bliski Wschód.
- „O życiu w samotności”, „O spokoju życia poświęconego religii” – traktaty pochwalające życie w odosobnieniu, poświęcone pracy intelektualnej oraz refleksji religijnej.
- „O postępowaniu w dobrej i złej doli” – zbiór 253 dialogów przedstawiających stoicką postawę wobec losu.
- „O rzeczach godnych pamięci” – przedstawiają przykłady mądrości i roztropności.

### Pisma polemiczne
„Inwektywy przeciwko pewnemu lekarzowi”, „Inwektywa przeciwko pewnemu potężnemu człowiekowi”, „O niewiedzy własnej i innych”, „Inwektywa przeciwko temu, który zelżył Italię”.
„Tajemnica moja” (Secretum meum) – autobiografia w formie dialogu Petrarki ze św. Augustynem w obecności milczącej Prawdy. Augustyn, ucieleśnienie ideałów autora, przypomina mu o jego błędach i grzechach, z których najgorszym jest accidia tj. gnuśność – postawa ciągłego niezadowolenia oraz brak akceptacji siebie i świata. „Secretum” przedstawia zupełnie inny obraz poety, niż ten z listów i traktatów, gdzie Petrarca stylizuje się na osobę wyniosłą, komentującą z dystansu poczynania innych, odnoszącą się z lekceważeniem zwłaszcza do parających się innymi zajęciami niż refleksja i twórczość literacka.

## Twórczość włoska
- Canzoniere – tom z utworami napisanymi po włosku, przez poetę zatytułowany Fragmenty w języku pospolitym, znane także jako Sonety do Laury. Zawiera 317 sonetów, 29 canzon, 9 sekstyn, 7 ballad, 4 madrygały.
- Triumfy – napisane tercyną, przedstawienie wizji orszaków triumfalnych należących do personifikacji różnych abstrakcyjnych pojęć, a przedstawiające metaforycznie drogę poety do Boga. Nieukończone.

Ilustratorem niemieckiego tłumaczenia w latach 1519–1520 był Mistrz Ilustracji Petrarki.

## Oddziaływanie
Za życia Petrarca zdobył sławę jako filolog i autor łaciński. Dopiero w XVI w. pojawi się większe zainteresowanie jego włoską twórczością, które przekształca się w petrarkizm – modę na naśladowanie poety, obecną także poza granicami Italii: zwłaszcza we Francji, Anglii, Hiszpanii i w Chorwacji. Wpływ Petrarki na literaturę polską nie był tak silny, widoczny jest w niektórych lirykach Jana Kochanowskiego i Mikołaja Sępa Szarzyńskiego. Ponownie twórczością poety zainteresowano się w romantyzmie (sonety przekładał m.in. Adam Mickiewicz).
Twórczość Petrarki miała ogromny wpływ na rozpowszechnienie się w literaturze europejskiej sonetu. Tę formę podjęli poeci francuscy, hiszpańscy (Juan Boscán Almogaver, Garcilaso de la Vega), portugalscy (jako pierwszy Francisco de Sá de Miranda) i angielscy (Thomas Wyatt i Henry Howard (3. hrabia Surrey)).
Warto również wspomnieć, iż Petrarca słynie z jednej z pierwszych wypraw turystycznych i alpinistycznych, którą opisał w jednym z listów. Była to wyprawa górska w 1336 roku na Mont Ventoux.
Dom – muzeum Petrarki znajduje się w Arquà Petrarca, nazwanej tak na cześć poety i położonej pośród powulkanicznych Wzgórz Euganejskich, niedaleko Padwy
.

### Wycieczka na Mont Ventoux
W czasach Petrarki wspinania się na szczyty gór nie uznawano za zajęcie celowe i wszelką taką aktywność traktowano nieufnie, a artystyczna wrażliwość na krajobraz i umiejętność jego perspektywicznego przedstawienia zaczynała rozpowszechniać się dopiero w renesansie. Petrarkę, jak sam to przyznał, nęciła chęć górskiej wycieczki na Mont Ventoux w pobliżu Awinionu, ponieważ ta góra była dla niego codziennym widokiem, od kiedy rodzina Petrarków osiedliła się w Carpentras, w tej części Prowansji, gdy on miał osiem lat. Ponad dwie dekady później poeta pisze, że lektura Liwiusza opisującego wejście na szczyt pewnej greckiej góry w kontekście militarnym była nie tylko ostateczną podnietą ale i potwierdzeniem jego własnego zamiaru górskiej eskapady: „Wydawało mi się usprawiedliwione u prywatnego młodzieńca to, co u króla, i to w podeszłym wieku, nie spotkało się z naganą”. Trudnością okazało się znalezienie towarzysza wyprawy na niemal dwutysięczny szczyt (1910 m n.p.m.), w końcu młodszy brat Gherardo zgodził się z nim pójść, towarzyszyło im też paru służących. Wyruszono 24 kwietnia 1336 roku, by po całodniowym marszu spędzić noc i jeden dzień w miejscowości Malaucène u podnóża góry. Następnego dnia, 26 kwietnia, wszyscy weszli na szczyt, „nie bez znacznego trudu, jest to bowiem urwisty i prawie niedostępny ogrom skał”, przy czym sam Francesco wspinał się wolniej od brata, nie wspomina jednak, by dołączył do towarzyszy na wierzchołku jako ostatni. Jeszcze w trakcie podejścia spotkali pasterza, który usiłował odwieźć ich od zamiaru dotarcia na sam wierzchołek, gdyż on sam dokonując tego pięćdziesiąt lat temu doznał jedynie „żalu i mitręgi, (...) i nigdy ani przedtem, ani potem nie słyszano, żeby się ktoś na podobną rzecz odważył”. Podczas pobytu na szczycie Petrarka oddaje się rozmyślaniom inspirowanym nowym oglądem otoczenia z tak znacznej wysokości, a widok sięgał od Alp „prowincji lyońskiej” po Marsylię i Rodan, a następnie lekturze Wyznań św. Augustyna. Wieczorem dotarli z powrotem do wiejskiej gospody, a czekając na wieczerzę poeta napisał po łacinie list o wydarzeniach ostatnich dwóch dni adresowany do przyjaciela, augustianina Dionizego da Borgo San Sepolcro.
Datowanie tego listu Petrarki, bodaj najsłynniejszego i najczęściej omawianego, jak i sam fakt jego wejścia na szczyt Mont Ventoux, pozostają przedmiotem spekulacji. Według stanowiska niektórych badaczy alegoryczna i religijna zawartość listu jest tak głęboka i jednoznaczna, że epistolarną relację z jego górskiego dokonania należy traktować jako retrospektywę, w której fikcja przesłania fakty. Dla innych badaczy tekst Petrarki jest przede wszystkim nowym przeżyciem estetycznym krajobrazu – nowatorskim, w porównaniu z mentalnością średniowieczną, spojrzeniem na „piękno krajobrazu niezależnie od jego strony użytkowej”. Inaczej patrzy na wyczyn Petrarki, któremu jednak przeważnie daje się wiarę, historia turystyki doceniając sam sportowy wyczyn i jego motywację. Mniej ważne jest tutaj, czy rzeczywiście osiągnął wierzchołek Mont Ventoux w opisany przez siebie sposób, ale raczej to, że wyraźnie sformułował swoją intencję osiągnięcia wierzchołka góry „wiedziony jedynie chęcią zobaczenia tak wyniosłego szczytu”.  Można by postrzegać Petrarkę jako „prekursora alpinizmu z mozołem pokonującego szczyt”, choć według niektórych autorytetów byłaby to raczej turystyka górska, gdyż alpinizm musi być „wzbogacony o elementy współzawodnictwa”. Nie jest też z pewnością jego list o wycieczce na Mont Ventoux początkiem literatury alpinistycznej.